# سیارک ۱۵۴۹۰۲
سیارک ۱۵۴۹۰۲ (به انگلیسی: 154902 Davidtoth، نامگذاری:2004RU247) صد و پنجاه و چهار هزار و نهصد و دومین سیارک کشف شده‌است که در ۱۲ سپتامبر ۲۰۰۴ کشف شد.